# ŽKK Šibenik Jolly JBS
Maillots
Le Ženska Košarkaški Klub Šibenik Jolly JBS (ou ŽKK Šibenik Jolly JBS) est un club féminin croate de basket-ball situé dans la ville de Šibenik.
L'équipe réserve joue également au plus haut niveau du championnat.

## Palmarès
Adriatique
- Vainqueur de la Ligue Adriatique : 2006, 2011

Croatie
- Champion de Croatie : 1997, 2003, 2007, 2008
- Vainqueur de la Coupe de Croatie : 2002, 2004, 2006, 2008

## Entraîneurs successifs
- Depuis ? : -

## Effectif actuel
- Antonija Mišura

## Joueuses célèbres ou marquantes
- Sandra Popovic